# Mörön
Mörön (mongolisch Мөрөн, Fluss) ist seit 1933 das Verwaltungszentrum des Chöwsgöl-Aimag im Norden der Mongolei. Die Stadt liegt 1283 m. ü. d. M.

## Geschichte
Die Besiedlung des Ortes begann mit dem Möröngiin Churee Kloster, das 1809/11 am Ufer des Flusses Delger mörön gegründet wurde. Mörön entwickelte sich zu einem Handelszentrum und zu einem bedeutenden religiösen Mittelpunkt im Norden der Mongolei. 1933 wurde es die Hauptstadt des Aimags Chövsgöl.

## Bevölkerung
Die Stadt hatte 2007 knapp 40.000 Einwohner, von denen viele in Jurten lebten.

## Infrastruktur
Mörön verfügt über ein Krankenhaus, ein Museum, ein Theater, ein Postamt, sowie über mehrere Kindergärten, Schulen, Hotels und Gaststätten. Die meisten öffentlichen Gebäude gruppieren sich – wie auch in zahlreichen anderen mongolischen Städten – um einen relativ großen quadratischen Platz mit einem Denkmal, wo auch eine Grünanlage angelegt wurde. Die Einkaufsmöglichkeiten in Mörön sind für mongolische Verhältnisse gut. Ebenso befindet sich hier einer der größten Freiluftmärkte des Landes. Die Stromversorgung wird durch ein lokales Kraftwerk sichergestellt, zusätzlich besteht seit 2004 ein Anschluss ans nationale Stromnetz.

## Verkehr
Der Flughafen von Mörön (MXV/ZMMN) ist 5 km vom Stadtzentrum entfernt und verfügt über zwei Start- und Landebahnen, eine davon befestigt. Er bietet regelmäßige Flüge von und nach Ulaanbaatar an und dient ebenfalls als Zwischenstopp für Flüge in die westlichen Aimags. Ulan Bator ist auch mehrmals wöchentlich mit einem Linienbus zu erreichen.

## Sehenswürdigkeiten
- Um 1890 bestanden in Mörön 60 Tempel und Klöster, von denen das Möröngiin Chüree Chiid das bedeutendste war. Zu Beginn der 1920er Jahre beherbergte das Kloster, das u. a. für seine Tsam-Tänze berühmt war, 2500 Lamas. 1937 wurden in Mörön während der Amtszeit von Chorloogiin Tschoibalsan sämtliche Klöster und Tempel zerstört. Ein kleines neues Kloster namens Dandsandardschaa Chiid wurde im Juni 1990 am westlichen Stadtrand im traditionellen Baustil errichtet. Es wird zurzeit von 40 Mönchen bewohnt[2] und laufend erweitert, u. a. sind mehrere Stupas im Bau. Auch eine hohe, weithin sichtbare Buddhastatue wurde auf dem Klostergelände errichtet.
- Am südlichen Rand des ausgedehnten zentralen Hauptplatzes steht das Postamt, das einzige im Bezirk. Gegenüber steht das Gebäude der Stadtverwaltung in dem für die Zeit vor 1990 typischen Baustil. Mitten auf dem Platz erhebt sich seit 2010 das Denkmal für Chingunjav, den Anführer einer lokalen Rebellion gegen die Qing-Dynastie im Jahr 1757. Die Reiterstatue ersetzte das vorher an dieser Stelle befindliche Denkmal für Davaadorj (s. u.)
- Das Denkmal für den Soldaten Davaadorj, der 1948 in einem Gefecht mit Grenzverletzern an der mongolisch-chinesischen Grenze umkam, befindet sich jetzt auf dem Stützpunkt der Grenztruppen, einige hundert Meter nordöstlich des Platzes.
- Ein weiteres Denkmal befindet sich vor dem Empfangsgebäude des Flughafens. Es zeigt den Mönch Khainzangiin Gelenkhüü (Хайнзангийн Гэлэнхүү) (1870–1938), der in den 1930er Jahren in der Nähe der Stadt Jargalant Flugversuche mit selbst gefertigten Flügeln aus Schafleder unternahm.[3]
- Das Aimagmuseum, auf halbem Weg zwischen Hauptplatz und dem Ringerstadium, wurde 1949 gegründet und verfügt über mehr als 4000 Exponate, z. B. traditionelle Kostüme und andere Gegenstände der im Aimag lebenden Minoritäten[4].
- Im Osten der Stadt liegt das Ringerstadion, vor dem ebenfalls ein Denkmal errichtet wurde. Es erinnert an drei bedeutende Ringkämpfer aus Mörön und Umgebung. Gegenüber dem Stadion wurde ein Freizeitpark für Kinder angelegt.

## Trivia
In einer Folge der Amazon-Prime-Serie The Grand Tour (2019) fahren Jeremy Clarkson, Richard Hammond und James May mit einem selbst gebauten Auto („John“) aus der westlichen Mongolei nach Mörön. Die Reise, für die sie nur eine frei gezeichnete, nicht maßstabsgetreue Karte zur Orientierung benutzten, dauerte sieben Tage.

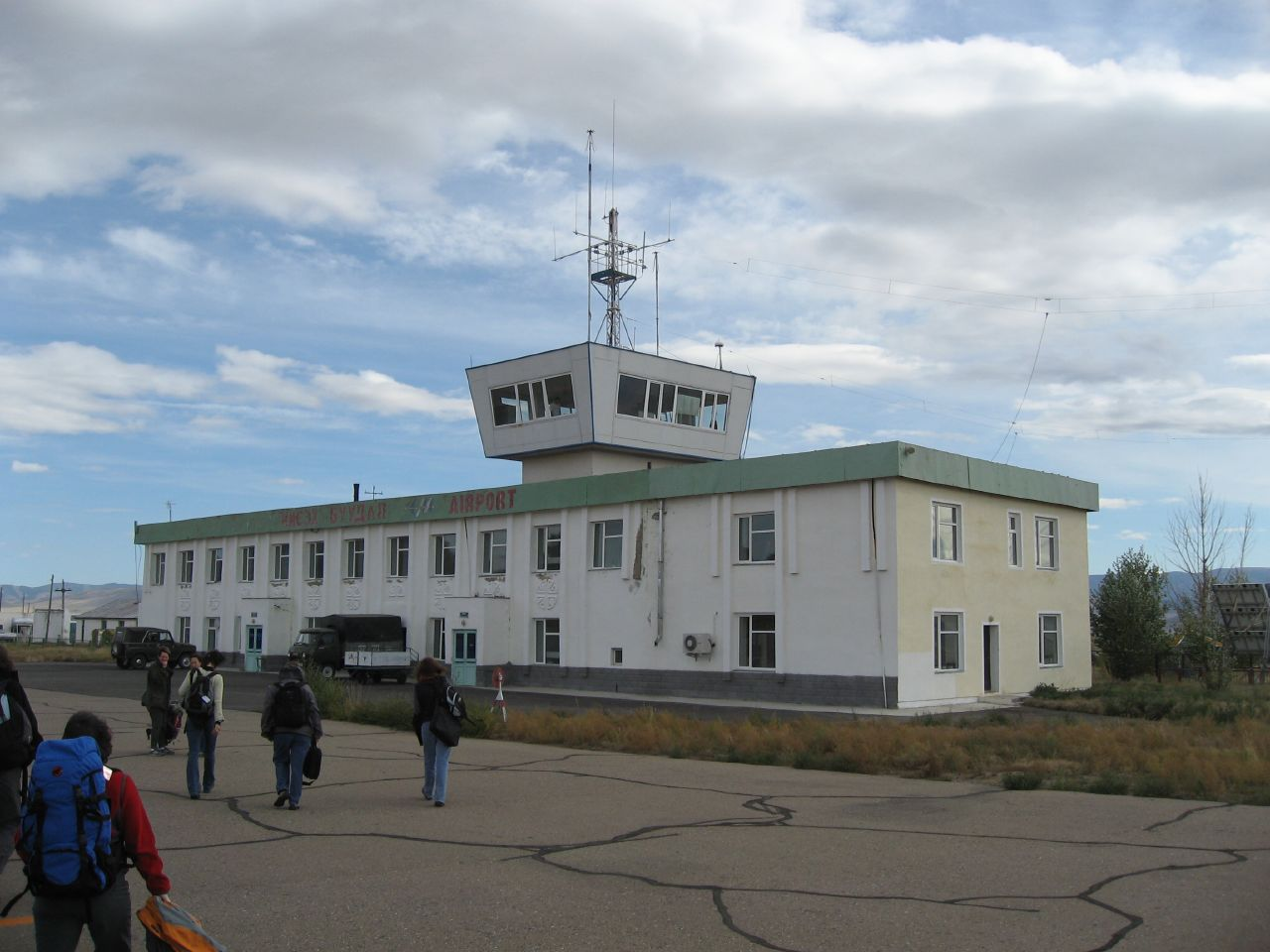
Abfertigungsgebäude des Flughafens Mörön
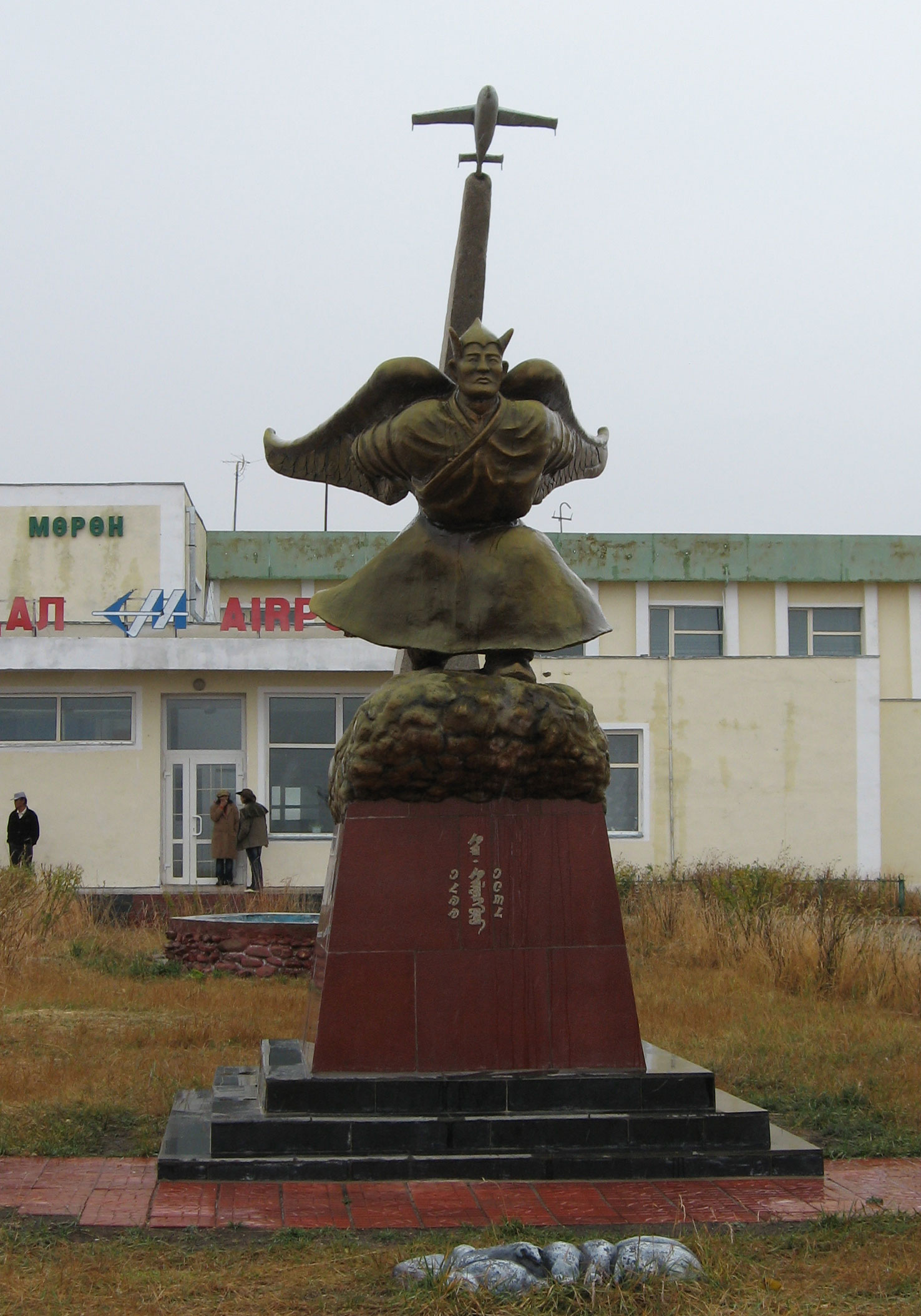
Gelenkhüü-Denkmal am Flughafen
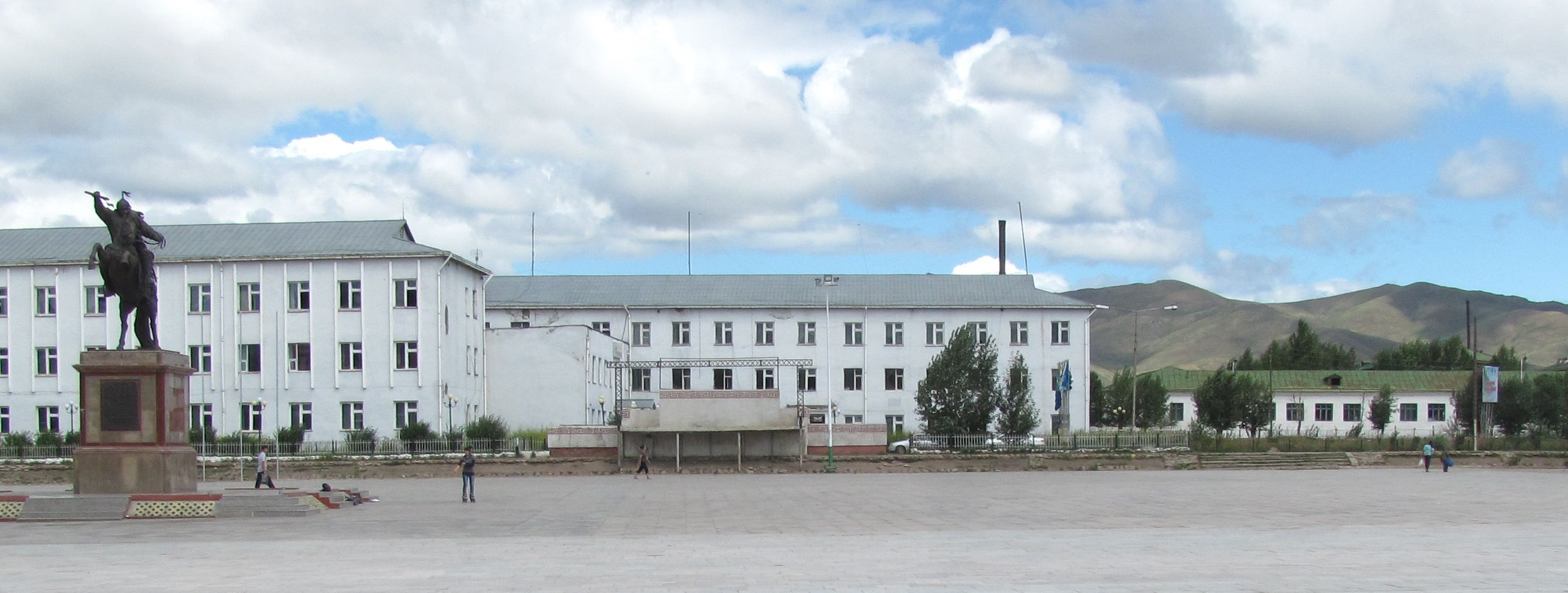
Hauptplatz mit Chingunjav-Denkmal
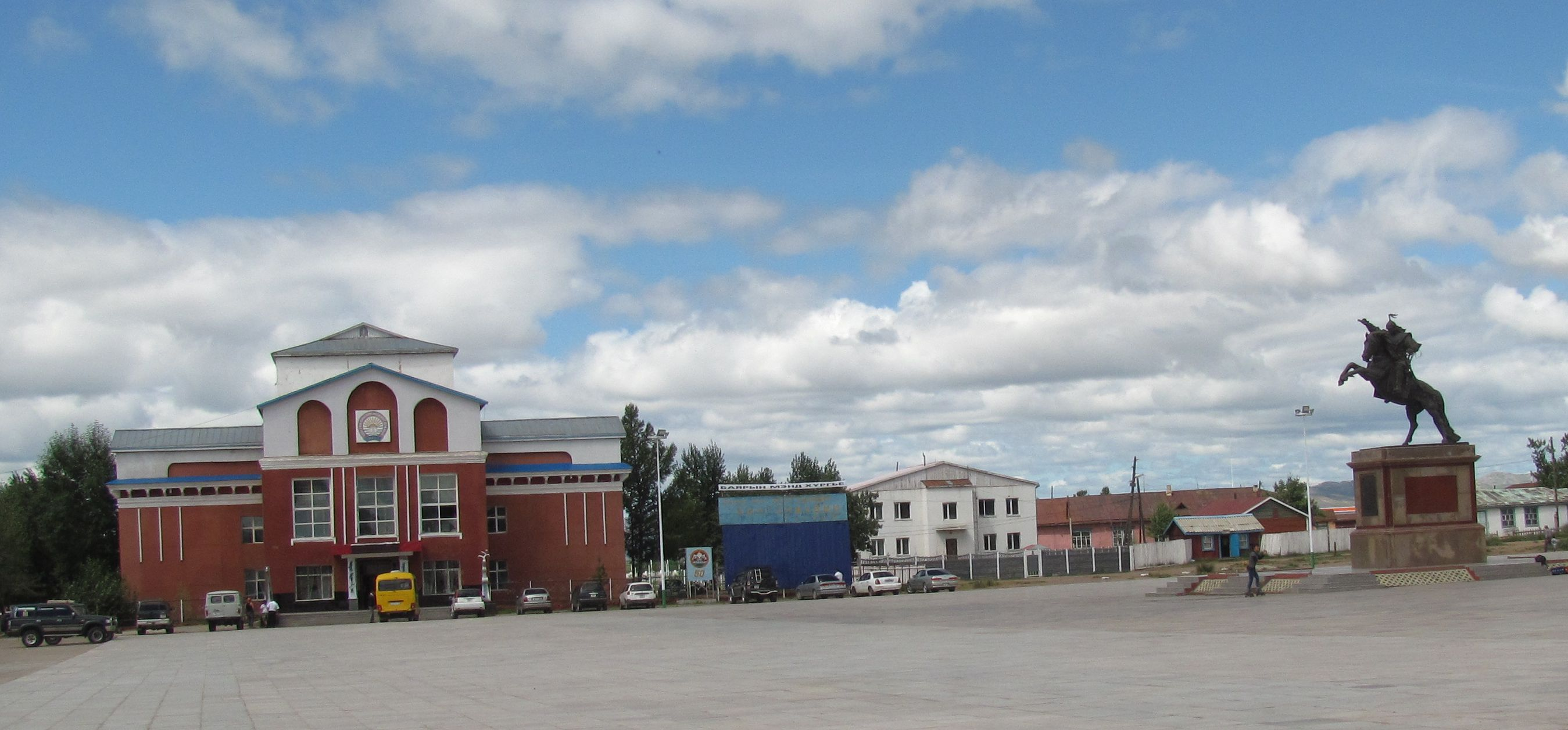
Museum
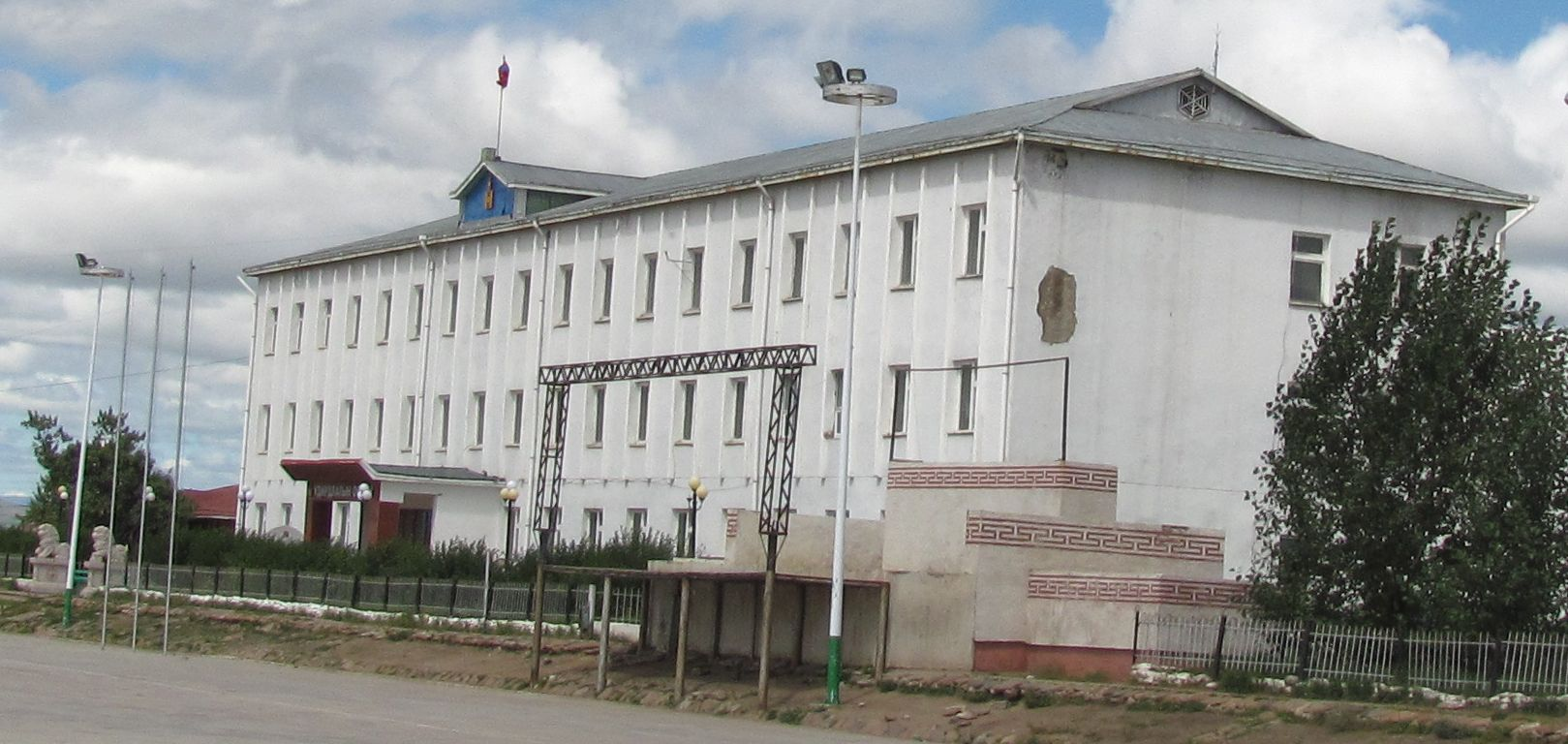
Stadtverwaltung
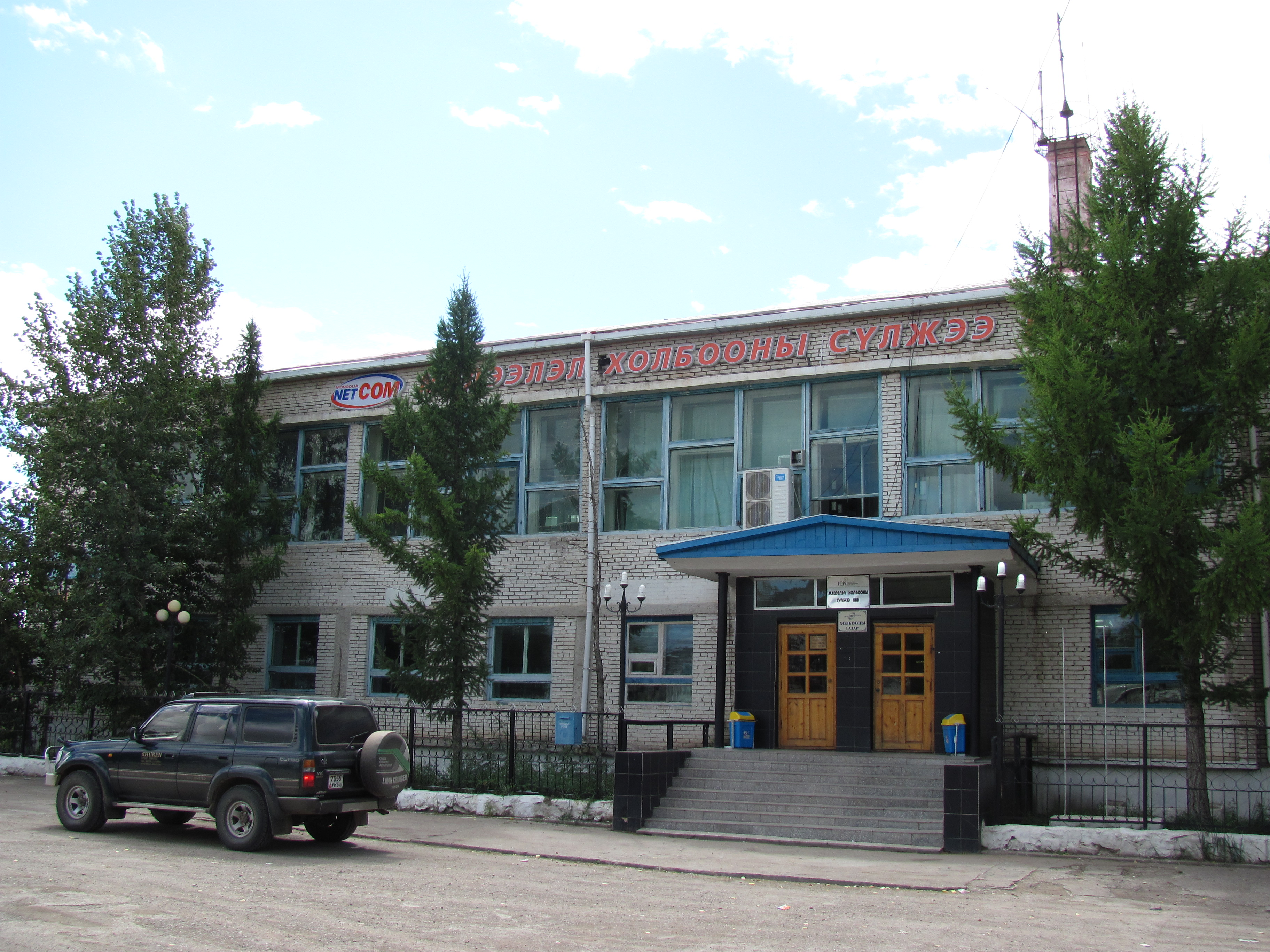
Postamt
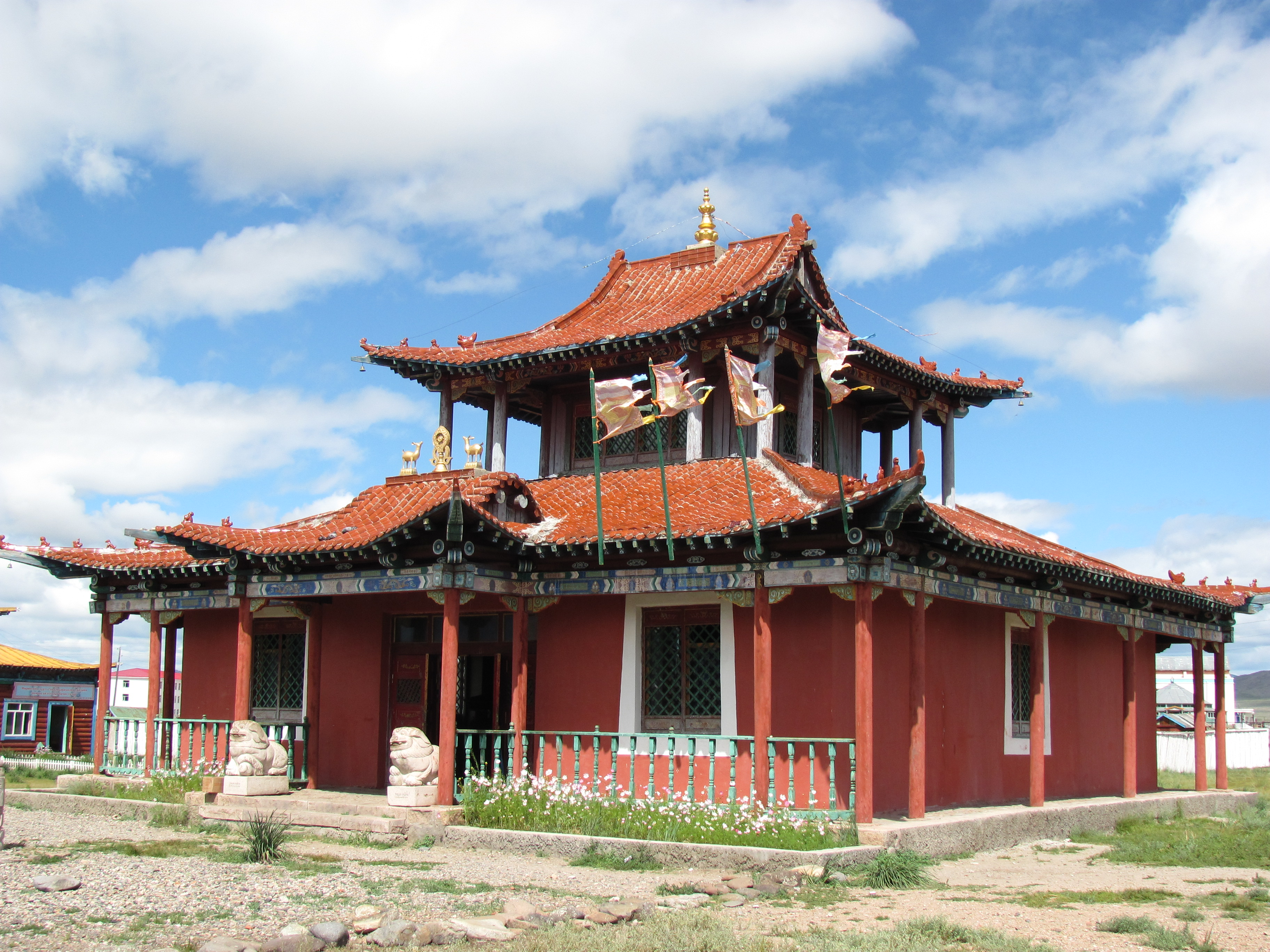
Kloster Danzadardscha Chiid
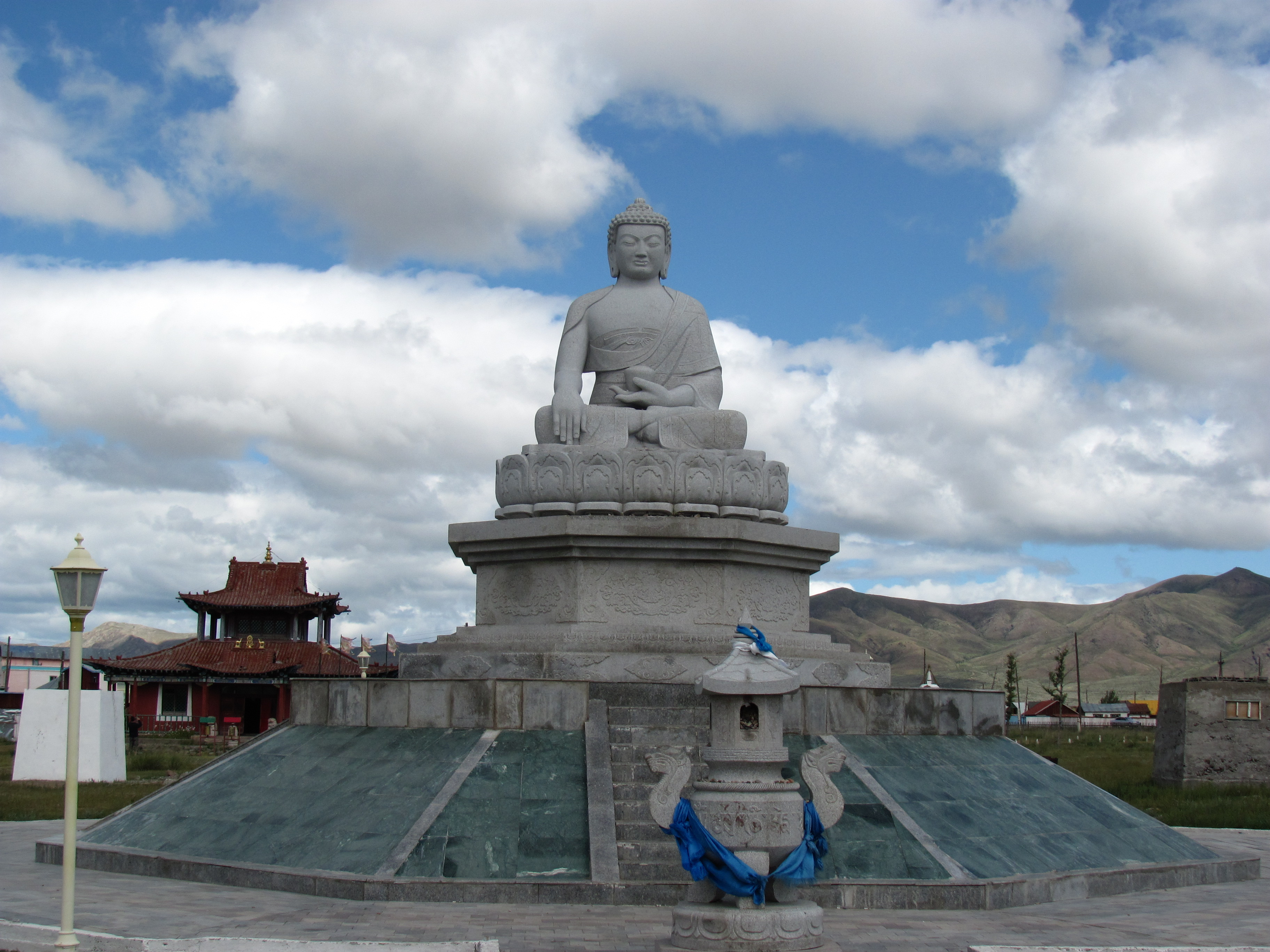
Buddhastatue am Kloster
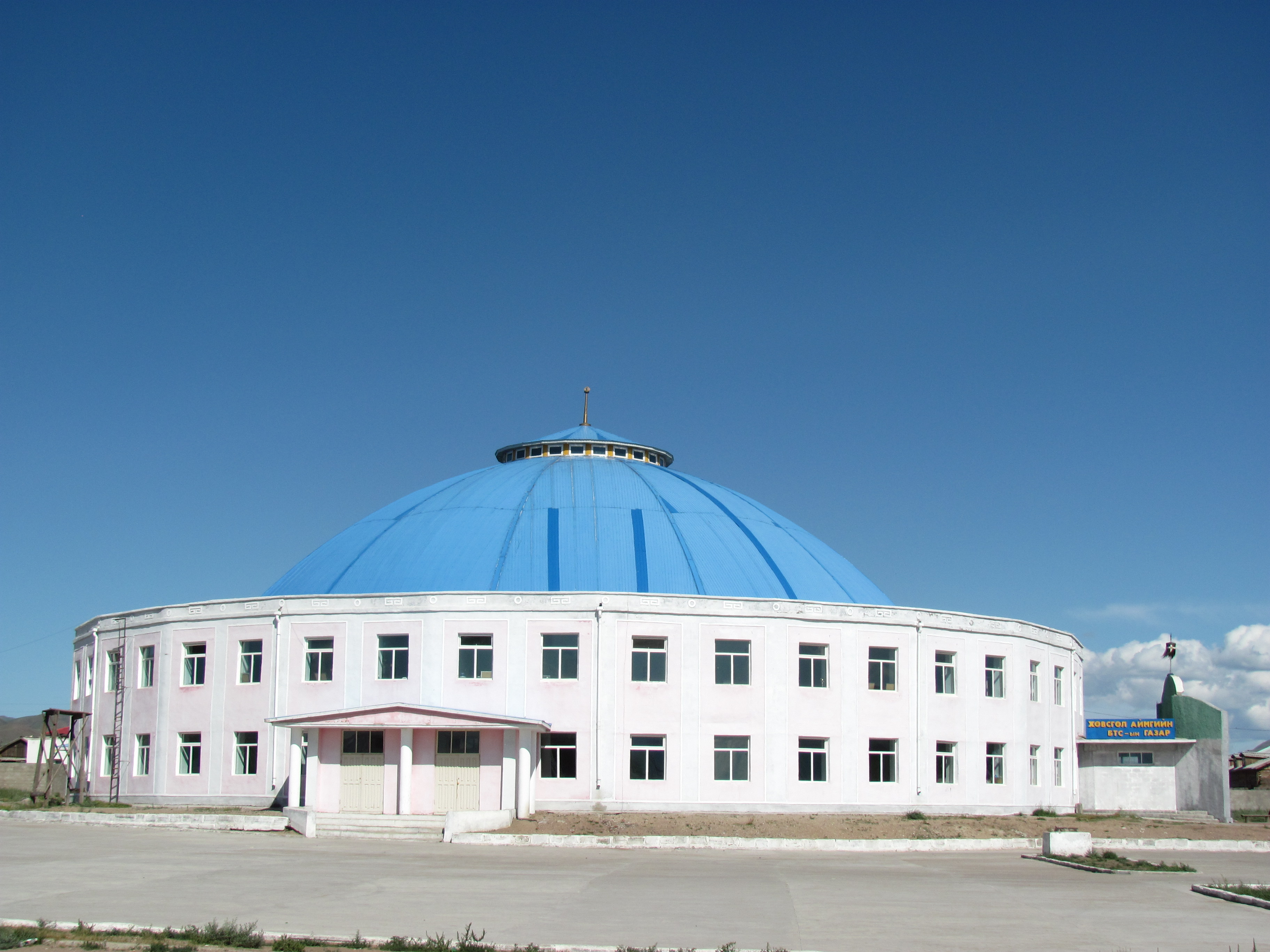
Ringerstadion
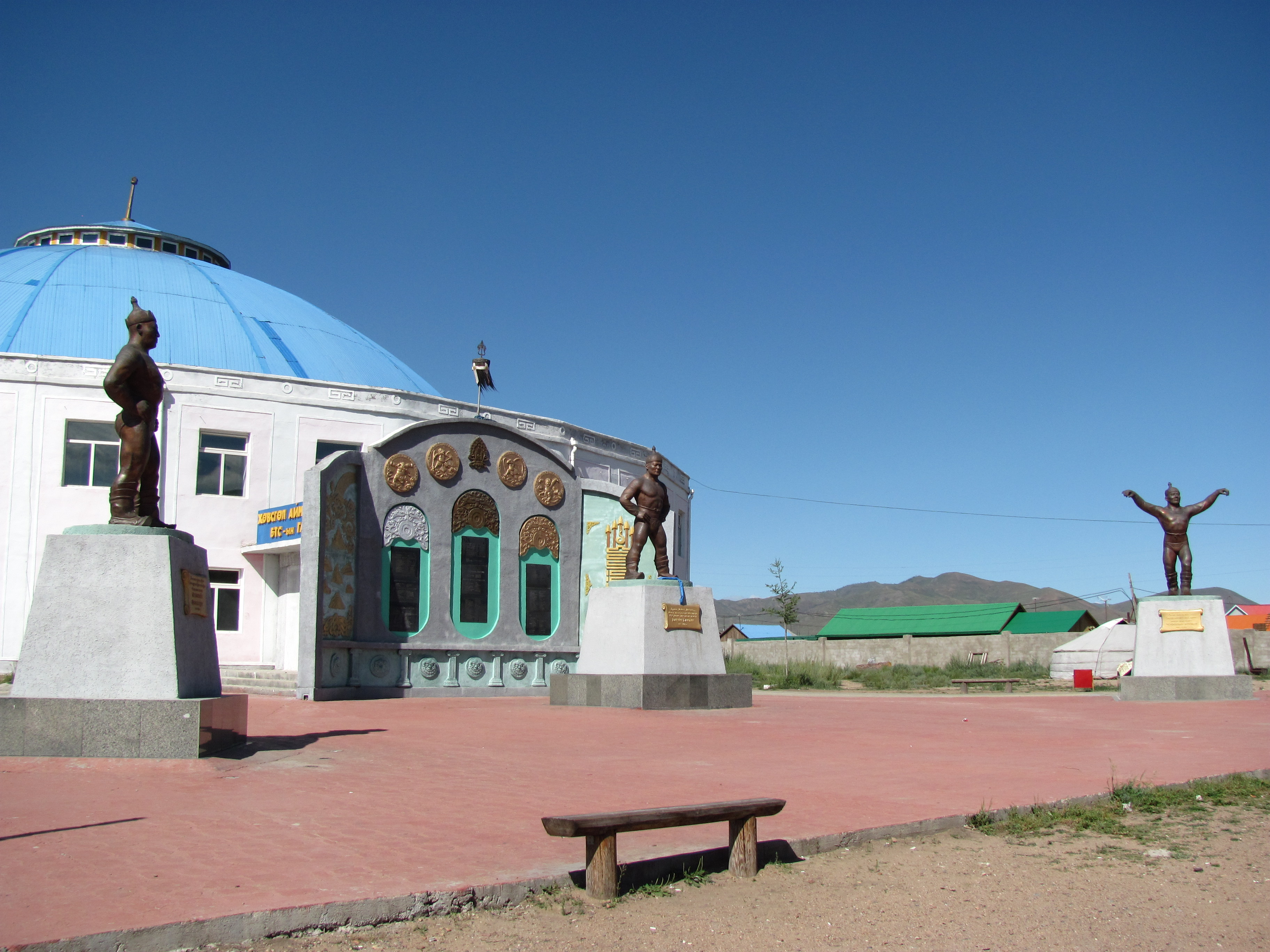
Ringerdenkmal